# متئو دمز
متئو دمز (انگلیسی: Matteo Dams؛ زادهٔ ۹ مارس ۲۰۰۴) بازیکن فوتبال اهل بلژیک است که برای باشگاه ورزشی پی‌اس‌وی آیندهوون بازی می‌کند. 
وی همچنین در تیم‌های ملی فوتبال زیر ۱۷ سال بلژیک و زیر ۲۱ سال بلژیک بازی کرده است.